# A journey called life
A journey called life of 金石良緣 is een Hongkongse TVB-serie uit 2008. Het openingslied Siew Koe Sie/小故事 wordt gezongen door Steven Ma en Linda Chung. Linda Chung speelt een losbandige westers meisje (Ka-Ka Sze) dat aan de drugs en drank is. Ka-ka heeft een niet al te goede verstandhouding met haar vader, stiefmoeder, drie stiefbroers en stiefzus. Haar vriendin overlijdt na een overdosis drugs, als zij die noodgedwongen inslikt na een politieoverval in een bar. Steven Ma speelt de buurjongen van Linda en wordt verliefd op haar.
De traditioneel Chinese grafstenenmakerij speelt een belangrijk thema in de serie. Ook de traditionele Chinese godsdienst komt vaak voor. Daarnaast komen abortus, familiebanden en hebzuchtigheid aan de orde. De serie speelt zich af in de grote stad en het platteland (New Territories) van Hongkong.

## Verhaal
Sze Ka-Ka (Linda Chung) werd ongehoorzaam sinds haar moeder overleed op jonge leeftijd. Ka zoekt wanhopig naar de as van haar moeder waarvan ze geen idee heeft waarom deze verdwenen is. Uiteindelijk vindt ze de as in Kam Sheks (Kent Cheng) steenfabriek. Ka’s liefde voor haar moeder heeft indruk gemaakt op Shek en zijn leerling Shing Yat-On (Steven Ma). On helpt Ka met het oplossen van vele van haar problemen, hij helpt haar ook met het vinden van een baan in het bedrijf van haar zus Shing Mei-Sum (Fala Chen). Ka stelt alle dingen die On voor haar had gedaan erg op prijs. Duidelijk vindt ze hem leuk, maar ze bekent haar liefde niet door zelfverachting. De kans op liefde doet zich voor wanneer Shek in het ziekenhuis verblijft. Ka vervangt Shek als de marathon trainer van onblur.
Sum is een op geld beluste vrouw die graag wil trouwen met een rijke man. Ze verwikkelt zich in een driehoeksverhouding met Kam Wing-Loi (Raymond Cho), de zoon van Shek, en haar baas Tung Ka-Cheung (Cheng Tze Sing). Ze raakt per ongeluk zwanger. Later pleegt ze abortus, omdat ze niet wil dat de baby haar kansen om rijk te worden verpest. De familie is zeer teleurgesteld in haar. Sum voelt geen berouw voor wat ze heeft gedaan. Sum verwondt Ka – die zwanger is – door rijden onder invloed. Sindsdien verliest On het gevecht voor het leven.

## Rolverdeling
| acteur       | rol                           |
| ------------ | ----------------------------- |
| Linda Chung  | Sze Ka-Ka 施嘉嘉              |
| Kent Cheng   | Kam Shek 金石                 |
| Steven Ma    | Shing Yat-On 成日安           |
| Raymond Cho  | Kam Wing-Loi 金永來           |
| Fala Chen    | Shing Mei-Sum (Vicky) 成美心  |
| Angelina Lo  | Chin Sau-Ching 錢秀清         |
| Mary Hon     | Ho Bo-Ling 何寶玲             |
| Samuel Kwok  | Sze Lap-Ji 施立志             |
| Helen Ma     | Yeung Dai-Fun 楊大芬          |
| Eric Li      | Cheung Jan-Wing 張振榮        |
| Stephen Wong | Cheung Jan-Hing 張振興        |
| Helena Wong  | Shing Mei-Yee (Moon) 成美意   |
| Queenie Chu  | Chiang Ma Kei (Maggie) 姜瑪琪 |

Best selling secrets 同事三分親 · Legend of the demigods 搜神傳 · Wars of in-laws II 野蠻奶奶大戰戈師奶 · Wasabi mon amour 和味濃情 · The master of tai chi 太極 · A journey called life 金石良缘 · The silver chamber of sorrows 銀樓金粉 · The money-maker recipe 師奶股神 · Dressage to win 盛裝舞步愛作戰 · Speech of silence 甜言蜜語 · When a dog loves a cat 當狗愛上貓 · Your class or mine 尖子攻略 · The four 少年四大名捕 · Survivor's law II 律政新人王II · The gentle crackdown II 秀才愛上兵 · The seventh day 最美麗的第七天 · D.I.E. 古靈精探 · Catch me now 原來愛上賊 · Forensic heroes II 法證先鋒II · Love exchange 疑情別戀 · Last one standing 與敵同行 · Moonlight resonance 溏心風暴之家好月圓 · The gem of life 珠光寶氣 · When Easterly Showers Fall on the Sunny West 東山飄雨西關晴 · Off pedder 畢打自己人 · Pages of treasures Click入黃金屋